# Vasja Bratina
Vasja Bratina, slovenski novinar in prevajalec iz italijanščine, angleščine, hrvaščine in srbščine, * 24. marec 1963, Ljubljana.
Prevodi leposlovnih in esejističnih knjig
- Predrag Matvejević: Mediteranski brevir. Cankarjeva založba, Ljubljana, 2000.

- Donald Walsch: Pogovori z Bogom. Gnostica, Ljubljana, 2000

- Donald Walsch: Druženje z Bogom. Gnostica, Ljubljana, 2001.

- Tersilla Gatto Chanu: Miti in legende iz Amazonije. Učila, Tržič, 2001.

- Predrag Matvejević: Drugačne Benetke. Založba VBZ, Ljubljana, 2002.

- Oriana Fallaci: Bes in ponos. Učila, Tržič, 2003.

- Claudio Magris: Mikrokozmosi. Slovenska matica, Ljubljana, 2003.

- Umberto Eco: Baudolino. Mladinska knjiga, Ljubljana, 2003.

- Spoznajmo Evropsko unijo: Prešernova družba. Ljubljana, 2004.

- Melissa P.: Pred spanjem si stokrat skrtačim lase. Mladinska knjiga, Ljubljana, 2004.
- Lorenzo Licalzi: Lepo je biti guru. Mladinska knjiga, Ljubljana, 2005.
- Donald Walsch: Kaj hoče Bog. Gnostica, Ljubljana, 2005.
- Umberto Eco: Foucaultovo nihalo. Mladinska knjiga, Ljubljana, 2005.
- Paola Cavalieri: Vprašanje živali. Krtina, Ljubljana, 2006.
- Paul Sussman: Kambizova uganka. Mladinska knjiga, Ljubljana, 2006.
- Claudio Magris: Donava. Cankarjeva založba, Ljubljana, 2006.
- Umberto Eco: Skrivnostni plamen kraljice Loane. Mladinska knjiga, Ljubljana, 2006.
- Umberto Eco: Otok prejšnjega dne. Mladinska knjiga, Ljubljana, 2007.
- Angelo Del Boca: Italijani – dobri ljudje? Mladinska knjiga, Ljubljana, 2007.
- Predrag Matvejevič: Mediteranski brevir. VBZ, Ljubljana, 2008.
- Michael Crichton: Strahovlada. Mladinska knjiga, Ljubljana, 2008.
- Roberto Saviano: Gomora. Mladinska knjiga, Ljubljana, 2008.
- Bruce Chatwin: V Patagoniji. VBZ, Ljubljana, 2008.
- Luisa Accati in Renate Cogoy (ur.): Fojbe. Krtina, Ljubljana, 2009.
- Umberto Eco: Po rakovi poti. Mladinska knjiga, Ljubljana, 2009.
- Bruce Chatwin: Utz. VBZ, Ljubljana, 2009.
- Predrag Matvejević: Kruh naš. VBZ, Ljubljana, 2009.
- Roberto Saviano: Lepota in pekel. Mladinska knjiga, Ljubljana, 2010.
- Siniša Glavašević: Zgodbe iz Vukovarja. Slovenska matica, Ljubljana, 2010.
- Nikolaj Lilin: Sibirska vzgoja. Mladinska knjiga, Ljubljana, 2011.
- Gangaji: Diamant v tvojem žepu. Ganeš, Orehovlje, 2011.
- Mauro Covacich: Na glavo postavljeni Trst. LUD Literatura, Ljubljana, 2011.
- Umberto Eco: Ustvarjanje sovražnikov. Mladinska knjiga, Ljubljana, 2012.
- Umberto Eco: Praško pokopališče. Mladinska knjiga, Ljubljana, 2012.
- Natalia Ginzburg: Družinski besednjak. VBZ, Ljubljana, 2013.
- Rada Lečič: Slovenščina od A do Ž / Lo sloveno dalla A alla Ž. Gaya, Cerkno, 2013.
- Giovannino Guareschi: Don Camillo in Peppone, 1. del. C. M. družba, Celje, 2013.
- Andrea Molesini: Niso vsi pankrti z Dunaja. Mladinska knjiga, Ljubljana, 2013.
- Nikolaj Lilin: Prosti pad. Mladinska knjiga, Ljubljana, 2014.
- Giovannino Guareschi: Don Camillo in Peppone, 2. del. C. M. družba, Celje, 2014.
- Dante Maffia: Uporniški genij (Roman o Tommasu Campanelli). Gaya, Cerkno, 2015.
- Rada Lečič: Slovenščina od A do Ž / Lo sloveno dalla A alla Ž. Gaya, Cerkno, 2015.
- Alessandra Lavagnino: Družina Daneu, starinarji. Mladinska knjiga, Ljubljana, 2016.
- Umberto Eco: Nulta številka. Mladinska knjiga, Ljubljana, 2016.
- Michele Primi: Legende rokenrola. Mladinska knjiga, Ljubljana, 2016.
- Julian Barnes: Hrumenje časa. Mladinska knjiga, Ljubljana, 2017.
- Luca D'Andrea: V senci zla. Mladinska knjiga, Ljubljana, 2017.
- Giulio Angioni: Toledski plameni. Slovenska matica, Ljubljana, 2018.
- Zygmunt Bauman: Tekoča generacija. Družina, Ljubljana, 2018.
- Gabriele D’Annunzio: Pescarske zgodbe. LUD Literatura, Ljubljana, 2019.
- Giovanni Dozzini: Spredaj je hodil Baboucar. VBZ, Ljubljana, 2020.
- Darko Tuševljaković: Vrzel. Sodobnost, Ljubljana, 2021.
- Benedetta Craveri: Ljubice in kraljice. Mladinska knjiga, Ljubljana, 2021.
- Tamara Bakran: Rosica in Fazan. Sodobnost, Ljubljana, 2021.
- Zoran Pilić: V Mehiki ni slonov. LUD Literatura, Ljubljana, 2022.
- Alberto Lot: Ujel sem škrata. Sodobnost, Ljubljana, 2023.
- Francesco D'Adamo: Pot čez morje. Sodobnost, Ljubljana, 2023.
- Nada Horvat: Ne moti leva muca, ko spi. Sodobnost, Ljubljana, 2024.
- Roberta Balestrucci Fancellu: Annie z vetrom v laseh. Sodobnost, Ljubljana, 2024.
- Darko Tuševljaković: Izbranci. Sodobnost, Ljubljana, 2024.
- Natalia Ginzburg: Tako je bilo. Sodobnost, Ljubljana, 2025.

## Nagrade
- 2004 - Nagrada Umberto Saba za prevod romana Claudia Magrisa Mikrokozmosi.
- 2007 - Sovretova nagrada za prevod romanov Umberta Eca Foucaultovo nihalo in Skrivnostni plamen kraljice Loane.
- 2024 - Listina PONT za specialista na področju medkultune književnosti.